# Google Voos
Google Voos (Google Flights, no original) é um serviço on-line de reserva de voos que permite organizar a pesquisa pelo número de escalas, preço, companhia aérea e/ou duração da viagem, e comprar bilhetes através de fornecedores terceiros.

## História
Em abril de 2011, o Governo dos Estados Unidos aprovou a compra do ITA Software por parte da Google no valor de 700 milhões de dólares. A 13 de setembro de 2011 a Google lançou o Google Voos - na versão original em inglês -, e que usa algoritmos obtidos desta compra. A versão portuguesa foi disponibilizada a partir de 25 de fevereiro de 2015 no Brasil e 26 de fevereiro de 2016 em Portugal.

## Receção
A ferramenta foi comparada imediatamente à concorrência, como a Expedia, Orbitz, Kayak.com e o Bing. O Kayak.com emitiu um comunicado a afirmar superioridade de serviço superior ao do Google e que seriam competitivos.
Pouco depois do lançamento do sítio, o Expedia enviou um testemunho à Subcomissão de Defesa da Concorrência, a Política de Concorrência e Defesa do Consumidor dos Estados Unidos da América que afirmava que a Google não conseguiu manter a promessa para classificar os anúncios do serviço abaixo dos da concorrência numa pesquisa no seu motor de busca.

## Disponibilidade internacional
- Alemanha[9]
- Brasil[10]
- Canadá[11]
- Espanha[12]
- Estados Unidos[13]
- França[14]
- Índia[15]
- Irlanda[16]
- Itália[17]
- Países Baixos[18]
- Polónia[19]
- Portugal[20]
- Reino Unido[21]
- Rússia[22]
- Suíça[23]